# Kazimierz Ceregra
Kazimierz Aleksander Ceregra (ur. 29 lipca 1910 w Mrozach, zm. styczeń 1990) – major Wojska Polskiego. 

## Życiorys
Urodził się 29 lipca 1910 jako syn Andrzeja. Na stopień podporucznika został mianowany ze starszeństwem z dniem 1 stycznia 1937 i 875. lokatą w korpusie oficerów rezerwy piechoty. Brał udział w II wojnie światowej. Został pochowany na Cmentarzu Junikowo w Poznaniu.

## Ordery i odznaczenia
- Krzyż Srebrny Orderu Virtuti Militari (1946)[4]